# Pajewo
Pajewo – wieś w Polsce położona w województwie podlaskim, w powiecie białostockim, w gminie Tykocin.
W latach 1975–1998 miejscowość administracyjnie należała do województwa białostockiego.

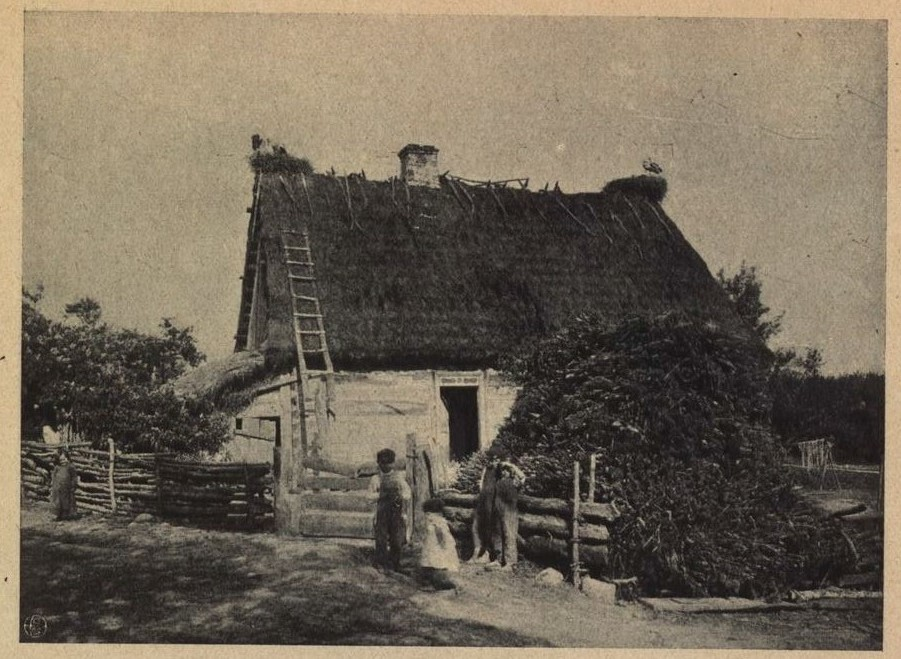
Pajewo – dawna chata

Wierni kościoła rzymskokatolickiego należą do parafii Matki Bożej Królowej Męczenników w Radulach lub do parafii Parafia Trójcy Przenajświętszej w Tykocinie.

## Transport
Przez miejscowość przechodzą drogi.
- droga międzynarodowa E67 Helsinki – Kowno – Warszawa – Praga,
- droga ekspresowa S8 Kudowa-Zdrój - Wrocław - Warszawa - Białystok - Suwałki - Budzisko